# Margarete Lindau-Schulz
Margarete Lindau-Schulz (Pseudonym Margit Lindt; * 10. Dezember 1878 als Margarethe Antonie Elisabeth Schulz in Genthin; † 6. August 1965 im Los Angeles County, USA) war eine deutsche Schriftstellerin, Drehbuchautorin und Regisseurin zur Stummfilmzeit.

## Leben und Wirken
Margarete Lindau-Schulz, eine Tochter des Eisenbahn-Stationsassistenten Alexander Schulz und seiner Gattin Antonie, geb. Lindau, verbrachte ihre Kindheit in ihrer Geburtsstadt Genthin. Im Alter von 10 Jahren übersiedelte sie mit ihrer Familie nach Steglitz und besuchte dort eine Höhere Töchterschule. Anschließend begann sie sich dem Journalismus zu widmen und war als Lektorin, Korrespondentin und Schriftleiterin für den Ullstein Verlag und den Verlag August Scherl tätig. Ab 1912 schrieb sie auch Skizzen und Kurzgeschichten für Berliner Zeitungen und Zeitschriften.
Zum Film stieß Margarete Lindau-Schulz kurz nach Ausbruch des Ersten Weltkriegs. Ihre Drehbücher wurden von Viggo Larsen, Paul Heidemann, Conrad Veidt, Friedrich Zelnik und William Karfiol verfilmt. Gemeinsam mit Ernst Reicher entwarf sie Teile der Stuart-Webbs-Filmreihe. Mehrfach arbeitete sie auch mit dem Drehbuchautor und Produzenten Hermann Fellner zusammen. Sie bearbeitete literarische Vorlagen von Fanny Carlsen, Ernst Klein, Kurt Münzer, Lola Stein und Luise Westkirch für den Film. In zwei Filmen führte sie auch Regie. Ein besonderer Schwerpunkt ihres Schaffens wurden Hanna Hennings Bubi-Filme und die sogenannte Rolf-Lustspielserie, in denen Rolf Lindau-Schulz, der 1904 geborene Sohn von Margarete Lindau-Schulz, mehrfach die Titelrollen übernahm. 1922 wurde sie Vorstand der Rolf Lindau-Film Aktiengesellschaft.
Lindau-Schulz lebte ab 1930 in Kiel und wanderte 1948 zu ihrem Sohn und dessen Familie in die USA aus. 1949 hielt sie sich in Pacific Palisades auf, 1950 in Santa Monica. Aus dieser Zeit ist von ihr Korrespondenz mit anderen Literaten erhalten, z. B. mit Ernst Kreuder und Erna Weißenborn. 1955 wurde Margarete Lindau-Schulz US-amerikanische Staatsbürgerin. Sie starb 1965 in ihrer kalifornischen Wahlheimat.

## Filmografie (Auswahl)

### Drehbuch

#### Eigene Werke
- 1915: Der Schatten am Fenster
- 1915: Fräulein Feldwebel (Kurzfilm, zusammen mit William Karfiol)
- 1915: Sieg auf der ganzen Linie
- 1916: Papa soll nicht heiraten (Kurzfilm)
- 1916: Bubi muß Geld verdienen
- 1916: Allzuviel ist ungesund
- 1916: Elses letzter Hauslehrer (Kurzfilm)
- 1916: Im Dienste der Wissenschaft
- 1917: Else als Detektiv (Kurzfilm)
- 1917: Else und ihr Vetter (Kurzfilm)
- 1917: Das Legat
- 1917: Spitzenchristel
- 1917: Mutter
- 1917: Edelweiß
- 1918: Frau Gräfin (Kurzfilm)
- 1918: Der provisorische Ehemann
- 1918: Das gestohlene Hotel
- 1919: Wenn man berühmt ist
- 1919: Schuhputzsalon Rolf G.m.b.H. (Kurzfilm, zusammen mit Robert Wiene)
- 1919: Der Todbringer
- 1920: Die Nacht auf Goldenhall (zusammen mit Hermann Fellner)
- 1920: Rolf inkognito (Kurzfilm)
- 1921: Warum bin ich der Verlobte meiner Tochter?
- 1922: Das Spielzeug einer Dirne (zusammen mit Hermann Fellner)
- 1922: Firnenrausch
- 1927: Seine Majestät das Kind (Dokumentarfilm)

#### Manuskripte nach literarischen Vorlagen
- 1918: Weil ich dich liebe (nach dem Roman Das vierte Gebot von Lola Stein)
- 1918: Das gestohlene Hotel (zusammen mit Hermann Fellner, nach Paul Rosenhayn)
- 1918: Die Glocken der Katharinenkirche (zusammen mit Hermann Fellner, nach Paul Rosenhayn)
- 1919: Ruths Ehe (nach dem Roman Der stille See von Hedwig Courths-Mahler)
- 1919: Wahnsinn (zusammen mit Hermann Fellner, nach Kurt Münzer)
- 1920: Der Todfeind (nach Luise Westkirch)
- 1920: Fakir der Liebe (nach dem Roman Der Handschuh der Lukrezia von Fanny Carlsen)
- 1920: Mysterien des Lebens (nach dem Roman Sühne von Julius Metzner)
- 1924: Vitus Thavons Generalcoup (zusammen mit Hermann Fellner und Ernst Klein nach dessen gleichnamigem Roman)[11]

### Regie
- 1916: Papa soll nicht heiraten (Kurzfilm)
- 1921: Warum bin ich der Verlobte meiner Tochter?